# Ялиця сицилійська
Ялиця сицилійська (Abies nebrodensis) — вид ялиць родини соснових. Видовий епітет вказує на гірський хребет Неброді на Сицилії.

## Поширення, екологія
Країни поширення: Італія (в північно-центральній частині Сицилії). Зростає на близько 1500 м над рівнем моря на вапняковому ґрунті.

## Опис
Дерево 8–15 м висотою, до 1 м в обхваті, з широкою округлою або кілька сплощеною кроною. Кора неглибоко потріскана, помаранчева. Бруньки яйцювато-конічні, гладкі, іноді злегка смолисті, блідо-червонувато-коричневі, 7–9 мм в діаметрі. Листки лінійні, жорсткі, темно-блискуче-зелені, знизу сизі; 1.2–2 см в довжину і 2–2,5 мм шириною; вершина округла або зубчаста. Чоловічі стробіли 1.5–2 см довжиною, зеленувато-жовті. Жіночі шишки циліндричні, округлі на верхівці, відносно товсті, темно-коричневі, 13–20 см в довжину і 4 см шириною. Насіння 6,8 мм довжиною з широкими крилами.

## Охорона
Abies nebrodensis охороняється в Європі і занесена до Додатку І Бернської конвенції (охоронна категорія: вид підлягає особливій охороні).. Основною загрозою для цього виду є мала чисельність популяції.